# Tassilo von Heydebrand und der Lasa

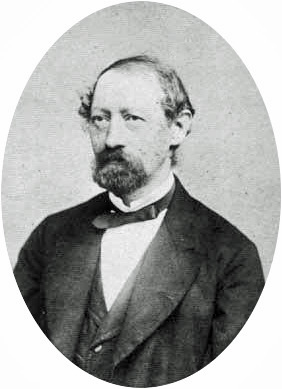
Tassilo von Heydebrand und der Lasa

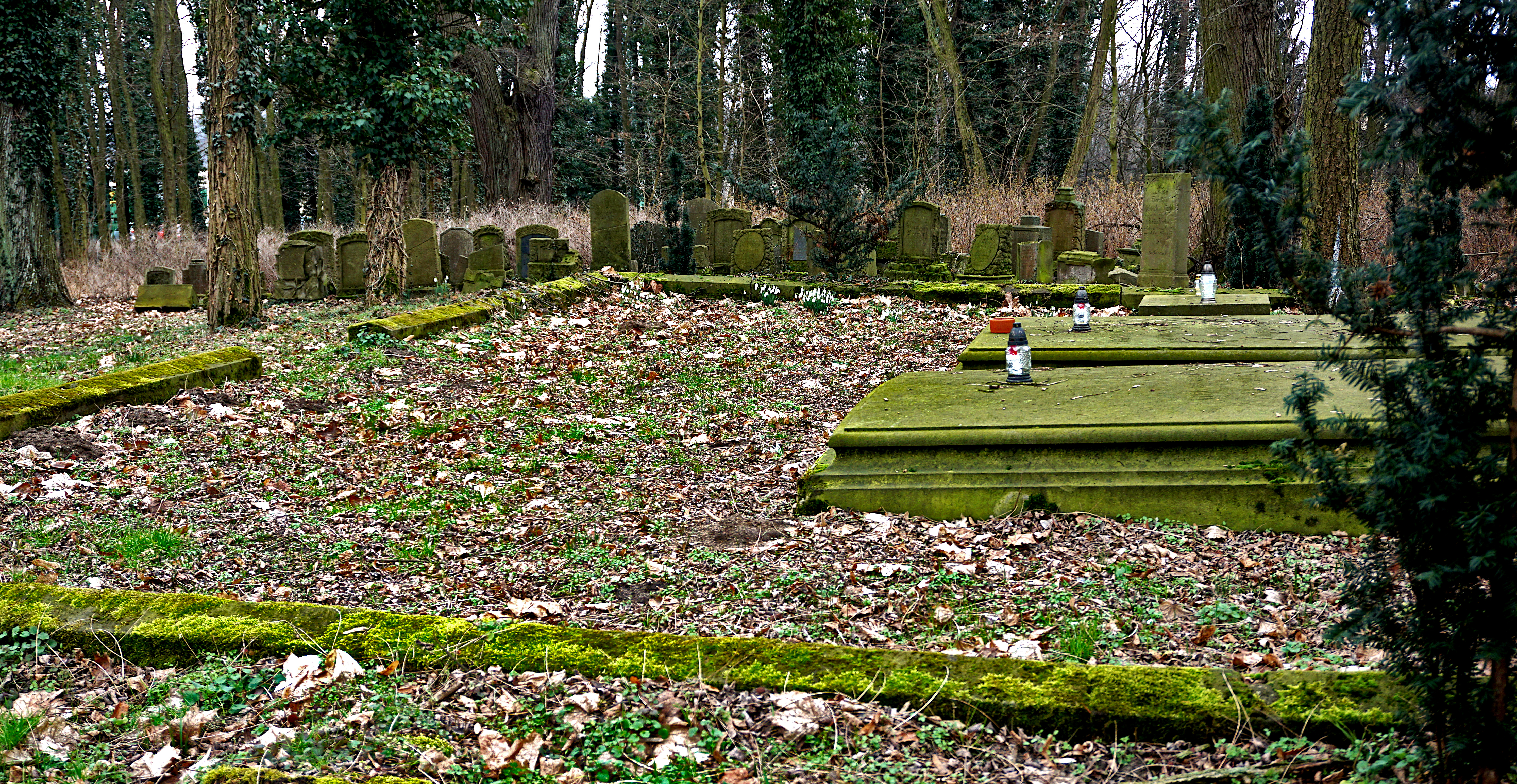
Tassilos von Heydebrand und der Lasa Begräbnisstätte in Storchnest

Tassilo von Heydebrand und der Lasa (* 17. Oktober 1818 in Berlin; † 27. Juli 1899 in Storchnest bei Lissa, Provinz Posen) war ein deutscher Schachmeister und -theoretiker.

## Herkunft
Seine Eltern waren der preußische Generalmajor Heinrich von Heydebrand und der Lasa und dessen Ehefrau Emilie Thomann (1785–1875).

## Werdegang
Heydebrand studierte Rechtswissenschaft in Bonn und Berlin. Seit 1845 war er Diplomat im Dienste Preußens, seine Laufbahn als Gesandter führte ihn u. a. bis nach Stockholm, Kopenhagen und Rio de Janeiro. Tassilo von Heydebrand und der Lasa war verheiratet; sein Sohn Heinrich wurde politisch aktiv und war u. a. einige Jahre Mitglied des Preußischen Herrenhauses.
Ende der 1830er Jahre stieß von der Lasa als Student zu der später nach dem Siebengestirn benannten Berliner Schachschule, die sich um Ludwig Bledow gebildet hatte. Diese Gruppe von Meistern gab der theoretischen Erforschung des Spiels einen entscheidenden Auftrieb. In den Berliner Schach-Erinnerungen fasste von der Lasa diese kurze, aber bedeutsame Phase der Schachgeschichte zusammen.
Der heutigen Schachwelt ist Tassilo von Heydebrand und der Lasa vor allem durch die im Jahr 1843 erstmals vorgenommene Herausgabe des Handbuchs des Schachspiels bekannt, das Paul Rudolph von Bilguer konzipiert hatte, der jedoch, im Jahr 1840 verstorben, das Erscheinen seines Werkes nicht mehr erlebte. Von Heydebrand und der Lasa setzte die Arbeit des Verstorbenen fort und setzte dessen Namen selbstlos in der Autorenschaft voran, so dass das legendäre Buch seither als das Handbuch (der „Bilguer“) bekannt wurde. Es enthielt unter anderem umfangreiche Analysen aller damals bekannten Eröffnungsvarianten. Von Heydebrand und der Lasa bearbeitete bis 1874 noch vier weitere Auflagen.
Auch über das Handbuch des Schachspiels hinaus war von Heydebrand und der Lasa ein renommierter Schachforscher und -theoretiker, was zahlreiche Aufsätze in der Berliner bzw. (seit 1871) Deutschen Schachzeitung und sein 1897 erschienenes Werk Zur Geschichte und Literatur des Schachspiels belegen. Er verfügte über eine bedeutende Sammlung von Schachliteratur, über die ein zuletzt im Jahr 1896 von ihm herausgegebenes Verzeichnis existiert.
Im Jahr 1850 warb von Heydebrand und der Lasa in der Schachzeitung für ein internationales Schachturnier, welches das erste seiner Art gewesen wäre und in Trier hätte stattfinden sollen. Jedoch kamen die Pläne nicht zur Durchführung, das erste internationale Schachturnier fand 1851 in London statt.
Neben diesen theoretischen Leistungen war von Heydebrand und der Lasa um die Mitte des 19. Jahrhunderts auch einer der weltbesten Spieler. Seine höchste historische Elo-Zahl betrug 2630 im Januar 1852, er führte die nachträglich berechnete historische Eloliste von Oktober 1851 bis Dezember 1852 an. Zahlreiche Partien trug er insbesondere mit Carl Mayet und Wilhelm Hanstein aus. In einem Wettkampf siegte er gegen den herausragenden Meister Howard Staunton. Vor dem Hintergrund seiner diplomatischen Laufbahn zog sich von Heydebrand und der Lasa jedoch bald vom praktischen Spiel zurück.
Für sein unermüdliches Wirken im Sinne des Schachs wurde er im Jahr 1898 als Erster mit der Ehrenmitgliedschaft im Deutschen Schachbund ausgezeichnet.

## Familie
Er heiratete 24. April 1860 Anna Henriette Amalie von Helldorff (1831–1880). Das Paar hatte einen Sohn Heinrich Bernhard Adolf Thassilo (1861–1924), der 1890 die Gräfin Gisela Ottilie Maria von Matuschka (* 24. März 1872) heiratete.

## Werke (Auswahl)
- Paul Rudolph von Bilguer: Handbuch des Schachspiels. Fortgesetzt und herausgegeben von Tassilo von Heydebrand und der Lasa. Verlag von Veit und Comp., Berlin 1843 (Digitalisat). Nachdruck: Edition Olms, Zürich 1979, ISBN 3-283-00013-1.
- Leitfaden für Schachspieler. 2. Auflage. Veit & Comp., Berlin 1857 (Digitalisat).
- Berliner Schach-Erinnerungen nebst den Spielen des Greco und Lucena. Veit & Comp., Leipzig 1859 (Digitalisat).
- Zur Geschichte und Literatur des Schachspiels. Veit & Comp., Leipzig 1897 (Digitalisat). Nachdruck u. a.: Zentralantiquariat der Deutschen Demokratischen Republik, Leipzig 1984.